# Luca Bestetti
Luc Bestetti (født 10. oktober 1964) er en italiensk maler. Bestetti er den eneste elev af Giorgio de Chirico, som var skaberen af pittura metafisica, metafysisk maleri. Før han helligede sig sin "bevægelseskunst", skabte han i årevis skulpturelle værker af dele af maskiner, skateboards og motorcykler (han elsker biler, motorcykler og racerverdenen).